# Copris obesus
Copris obesus là một loài bọ cánh cứng trong họ Bọ hung (Scarabaeidae).